# Monuments nationaux de Ljubinje
Cet article recense les monuments nationaux situés sur le territoire de la municipalité de Ljubinje en Bosnie-Herzégovine et dans la république serbe de Bosnie. La liste établie par la Commission pour la protection des monuments nationaux compte 4 monuments nationaux inscrits sur la liste principale et 5 monuments inscrits sur une liste provisoire.

## Monuments nationaux
| Monument                                             | Localité  | Géolocalisation | Datation                                  | Commentaire éventuel                  | Photo |
| ---------------------------------------------------- | --------- | --------------- | ----------------------------------------- | ------------------------------------- | ----- |
| Église de la Nativité-de-la-Mère-de-Dieu de Ljubinje | Ljubinje  |                 | 1867                                      | Église orthodoxe serbe                |       |
| Église Saint-Lazare et nécropole de Vlahovići        | Vlahovići |                 | Moyen Âge ; église rénovée au XIXe siècle | Avec une nécropole abritant 65 stećci |       |
| Nécropole de Duba (Ubosko 1)                         | Ubosko    |                 | Moyen Âge                                 | Avec 57 stećci                        |       |
| Nécropole du cimetière de Ljeljen (Ubosko 2)         | Ubosko    |                 | Moyen Âge                                 | Avec 57 stećci                        |       |

## Liste provisoire
| Monument                                       | Localité | Géolocalisation | Datation  | Commentaire éventuel   | Photo |
| ---------------------------------------------- | -------- | --------------- | --------- | ---------------------- | ----- |
| Fortifications préhistoriques de Đurđeva glava | Gradac   |                 |           |                        |       |
| Église Saint-Basile-d'Ostrog de Mišljen        | Mišljen  |                 |           | Église orthodoxe serbe |       |
| Nécropole de Ljubinje                          | Ljubinje |                 | Moyen Âge | Avec des stećci        |       |
| Nécropole de Dubočica                          | Dubočica |                 | Moyen Âge | Avec des stećci        |       |
| Vieux bâtiment de la municipalité à Ljubinje   | Ljubinje |                 |           |                        |       |